# Diplodonta orbella
Diplodonta orbella is een tweekleppigensoort uit de familie van de Ungulinidae. De wetenschappelijke naam van de soort is voor het eerst geldig gepubliceerd in 1851 door Gould als Lucina orbella.